# Aeropuerto Internacional Frank País
El Aeropuerto Internacional Frank País (IATA: HOG, OACI: MUHG) es el aeropuerto de la ciudad de Holguín en Cuba. Gestionado por la Empresa Cubana de Aeropuertos y Servicios Aeroportuarios (ECASA), es de propiedad estatal, y recibe su nombre en honor al revolucionario cubano Frank País. La terminal, con una superficie aproximada de 10 000 m², tiene capacidad para atender hasta 1 200 pasajeros por hora y está situada a 11 kilómetros del centro urbano de Holguín.

## Historia
La historia de la aviación en Holguín se origina en una pista improvisada construida cerca de la Loma de la Cruz, en la ciudad. Domingo Rosillo aterrizó en esta pista en 1914, un año después de convertirse en el primer piloto en volar entre Cayo Hueso y La Habana. El primer aeropuerto oficial que dio servicio a Holguín fue inaugurado el 30 de octubre de 1930. Ese día, el aeropuerto sirvió como una de las escalas en la primera ruta de correo aéreo en Cuba, entre La Habana y Santiago de Cuba. El aeropuerto estaba ubicado en el barrio de Peralta y llevaba el nombre del general mambí Julio Grave de Peralta. Sin embargo, debido a que a menudo se registraban densas nieblas en la zona, fue cerrado pocos años después, y las operaciones se trasladaron a otro sitio, cercano a la ubicación del aeropuerto actual.
En 1962, se estableció una base aérea militar en las afueras de la ciudad. Las operaciones civiles se trasladaron a un área dentro de dicha base el 10 de noviembre de 1966, estableciéndose así el Aeropuerto Frank País. A medida que el sector turístico en Guardalavaca creció durante los primeros años de la década de 1990, surgió la necesidad de una nueva terminal internacional, la cual fue construida en 1996 por la empresa canadiense de infraestructura Intelcan Technosystems. En 2007, la capacidad de la terminal fue duplicada a 1 200 pasajeros por hora mediante una ampliación de 1 300 metros cuadrados, que tardó un año en completarse. Realizada para reducir la congestión en la terminal durante la temporada alta, la ampliación incluyó instalaciones adicionales de aduanas y un nuevo salón VIP. La inauguración de las instalaciones ampliadas fue presidida por el político y entonces futuro presidente de Cuba, Miguel Díaz-Canel.
El 25 de marzo de 2020 se anunció que los vuelos internacionales desde el aeropuerto cesaban debido al cierre por la pandemia de COVID-19, hasta el 3 de noviembre de 2020, cuando fueron reanudados con tres vuelos iniciales.

## Información
El aeropuerto de Holguín cuenta con las facilidades necesarias para recibir a turistas de todo el mundo, y es operado por la Empresa Cubana de Aeropuertos y Servicios Aeroportuarios S.A., ECASA.
Este aeropuerto fue construido en 1966 y está considerado como uno de los más sofisticados por su moderna y vanguardista estructura arquitectónica. Actualmente, consta de 2 terminales: una internacional y una nacional, se operan de 55 a 60 vuelos internacionales a la semana.
El 15 de marzo de 2023 se inauguró una nueva torre de control. La nueva instalación, ubicada en un lugar privilegiado al sur de la pista de aterrizaje, posee una altura de más de 30 metros y una visual de controlador de 28 metros, lo cual permite un mayor alcance de observación en los 360 grados y mejor prestación de vigilancia de movimientos.

## Instalaciones
El aeropuerto cuenta con tiendas libre de impuestos, alquiler de coches, restaurantes, bar, cafeterías, agencias de viajes, servicios médicos, servicios de información, atención especializada para personas con minusvalías, entre otros.
Tiene doce posiciones de documentación, destinadas a la facturación de equipajes, cabinas de inmigración, dos bandas de equipaje, servicios de salón VIP, servicios de cambio de monedas y servicios de protección de equipajes.

## Aerolíneas y destinos

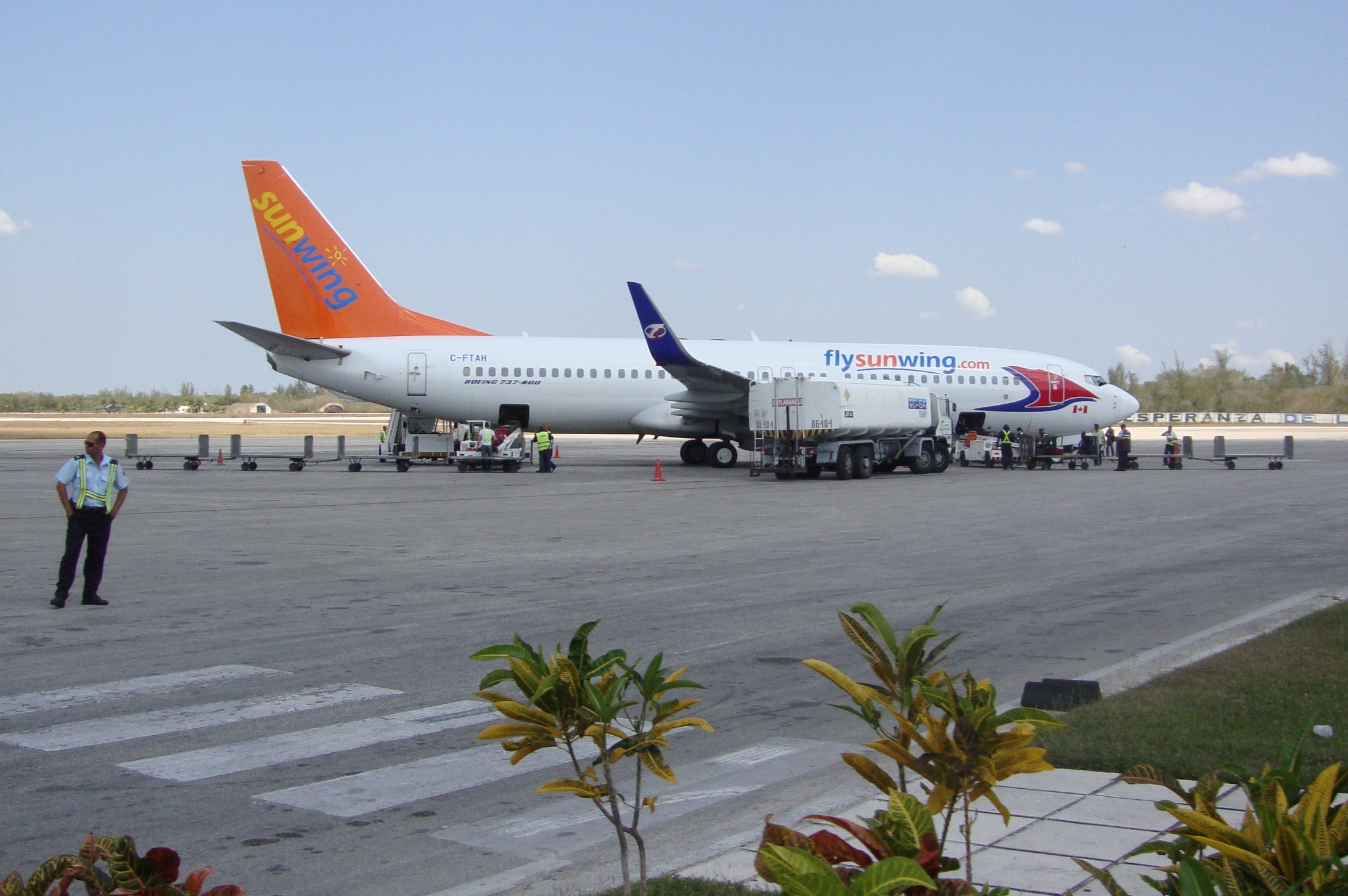
Un Boeing 737-800 de Sunwing Airlines en plataforma.

### Aerolíneas y destinos
| Aerolíneas        | Destinos                                                      |
| ----------------- | ------------------------------------------------------------- |
| Air Canada Rouge  | Estacional: Toronto–Pearson                                   |
| Air Transat       | Montreal–Trudeau, Toronto–Pearson Estacional: Halifax, Quebec |
| American Airlines | Miami                                                         |
| WestJet           | Estacional: Montreal–Trudeau, Toronto–Pearson                 |
| World2Fly         | Chárter estacional: Praga                                     |

### Destinos internacionales
Se ofrece servicio a 6 destinos internacionales (4 estacionales), a cargo de 5 aerolíneas.
| Canadá (4 destinos [2 estacionales], 3 aerolíneas)         |                                                 |                                                                    |
| Halifax                                                    | Aeropuerto Internacional de Halifax-Stanfield   | Air Transat (Estacional)                                           |
| Montreal                                                   | Aeropuerto Internacional Pierre Elliott Trudeau | Air Transat / WestJet (Estacional)                                 |
| Quebec                                                     | Aeropuerto Internacional Jean-Lesage de Quebec  | Air Transat (Estacional)                                           |
| Toronto                                                    | Aeropuerto Internacional Toronto Pearson        | Air Canada Rouge (Estacional) / Air Transat / WestJet (Estacional) |
| Estados Unidos (1 destino, 1 aerolínea)                    |                                                 |                                                                    |
| Miami                                                      | Aeropuerto Internacional de Miami               | American Airlines                                                  |
| Europa                                                     |                                                 |                                                                    |
| República Checa (1 destino [estacional], 1 aerolínea)      |                                                 |                                                                    |
| Praga                                                      | Aeropuerto de Praga                             | World2Fly (Chárter estacional)                                     |
| Total: 6 destinos (3 estacionales), 3 países, 5 aerolíneas |                                                 |                                                                    |

## Aeropuertos cercanos
- Aeropuerto Carlos Manuel de Céspedes de Bayamo - BYM (56 km)
- Aeropuerto Internacional Sierra Maestra de Manzanillo - MZO (98 km)
- Aeropuerto Internacional Antonio Maceo de Santiago de Cuba - SCU (103 km)
- Aeropuerto Mariana Grajales de Guantánamo - GAO (143 km)
- Aeropuerto Orestes Acosta de Moa - MOA (145 km)
- Aeropuerto Gustavo Rizo de Baracoa - BCA  (193 km)